# Rajmund Berengar z Andrii
Rajmund Berengar,  wł. Raymond Berengar d’Anjou-Sicilia (ur. 1279/1282, zm. 1307) – hrabia Andrii, prawdopodobnie hrabia Prowansji i książę Piemontu. Członek bocznej linii dynastii Kapetyngów, siódme dziecko Karola II Andegaweńskiego z Neapolu i jego żony Marii Węgierskiej.

## Życiorys
Urodził się w czasie krótkiego pobytu swoich rodziców w Prowansji, gdzie jego ojciec chciał przejąć dowództwo nad flotą. Miejsce urodzenia znajduje odzwierciedlenie w imieniu jego opiekunki  Adelasia z Aix. Urodził się po bracie Robercie Andegaweńskiego, brak jest jednak dokumentu, który wspominałby o Neapolu jako miejscu jego pobytu.
Dzieciństwo spędzał pod nadzorem Guillaume de Manoir w miastach Aix-en-Provence, Sisteron, w opactwie Saint Victor oraz w okolicach Marsylii i Barjols. To z Sisteron on i jego dwóch braci (Ludwik i Robert) wysłali list datowany 2 maja 1286, w którym prosili króla Anglii Edwarda I do uwolnienia ich ojca.
Na mocy traktatu z Canfranc z 29 października 1288, on i jego dwaj starsi bracia w zamian za ojca zostali zakładnikami. Ponieważ w tym czasie Rajmund był chory, to został wysłany do Katalonii dopiero 23 lutego 1289,  dołączając do braci w Moncada 9 marca 1289. Trzej bracia byli traktowani zgodnie ze swoim książęcym statusem i mogli otaczać się świtą około 100 młodych szlachciców. Rajmund zaprosił Pierre de Jean-Olieu do odwiedzenia go w więzieniu, lecz otrzymał tylko pocieszenie. Bracia zostali ostatecznie zwolnieni 7 czerwca 1295 zgodnie z postanowieniami traktatu z Anagni.
Po zwolnieniu wyjechał do Neapolu i zamieszkał w Castel dell’Ovo. Następnie za swoim bratem Ludwikiem udał do Rzymu. W 1297 wraz ze swymi braćmi Filipem i Janem podjął Jolandę, córkę Piotra III Aragońskiego, narzeczoną ich brata Roberta, by odprowadzić ją do Neapolu.
W grudniu 1300 Rajmund otrzymał lenno Monte Sant'Angelo, Capaccio, Eboli, Isernia, Atri i Vieste, Altamura, Gravina i hrabstwo Andria oraz zamki Vairano, Lesina i Terra di Muro. W 1302 stracił Gravinę. 13 grudnia 1304 został mianowany księciem Piemontu. Ponieważ jednak Piemont był własnością jego brata w 1307 roku, możliwe jest, że otrzymał tylko tytuł. Nieco później został mianowany Wikariuszem Generalnym Królestwa, a w sierpniu 1305 otrzymał tytuł seneszala, tj.  urzędnikiem zastępującym króla w czasie jego nieobecności,
Udział Rajmunda w polityce neapolitańskiej był ograniczony. Walczył z Aragończykami na Sycylii w 1301. Przekazał ziemię Templariuszom niedaleko Gravina. W lipcu 1304 ponownie udał się do Rzymu, aby ponownie przyprowadzić pannę młodą dla swojego brata Roberta. Tym razem była to Sancha, córka króla Majorki Jakuba II.

## Życie prywatne
Poślubił Małgorzatę, córkę hrabiego Roberta z Clermont, ale zmarł wkrótce po ślubie.